# Enseñanza ortodoxa sobre el Filioque
La posición de la Iglesia ortodoxa con respecto a la Controversia del Filioque se define por su interpretación de la Biblia, y las enseñanzas de los Padres de la Iglesia, credos y definiciones de los siete Concilios Ecuménicos, así como las decisiones de varios concilios particulares de la Iglesia ortodoxa.
William La Due describe la erudición teológica ortodoxa moderna como dividida entre un grupo de eruditos que mantienen un tradicionalismo estricto que se remonta a Focio y otros eruditos que "no se oponen tan firmemente (al filioque)". Vladimir Lossky afirmó que cualquier noción de una doble procesión del Espíritu Santo desde el Padre y el Hijo era incompatible con la teología ortodoxa. Entre los eruditos ortodoxos que comparten la opinión de Lossky se encuentran Dumitru Stăniloae, John Romanides y Michael Pomazansky.  Sergei Bulgakov, sin embargo, era de la opinión de que el Filioque no representaba un obstáculo insuperable para la reunión de las Iglesias ortodoxa y católica.
La interpretación ortodoxa  de la  Trinidad es que el Espíritu Santo se origina, tiene su causa de existencia o ser (modo de existencia) sólo del Padre como "Un Dios, un Padre" y que el filioque confunde la teología tal y como se definió en los concilios tanto de Nicea como de Constantinopla. La posición de que el hecho de que el credo diga "el Espíritu Santo que procede del Padre y del Hijo", no significa que el Espíritu Santo tenga ahora dos orígenes, es la posición que tomó Occidente en el Concilio de Florencia, ya que el Concilio declaró que el Espíritu Santo "tiene su esencia y su ser subsistente del Padre junto con el Hijo, y procede de ambos eternamente como de un solo principio y una sola espiración.

## Puntos de vista de los santos ortodoxos
La adición del Filioque al Credo Niceno-Constantinopolitano ha sido condenada como herética por muchos importantes Padres y santos de la Iglesia ortodoxa, entre ellos Focio I de Constantinopla, Gregorio Palamas y Marcos de Éfeso, a veces llamados los Tres Pilares de la Ortodoxia.  Sin embargo, la afirmación "El Espíritu Santo procede del Padre y del Hijo" puede entenderse en un sentido ortodoxo si queda claro por el contexto que "la procesión desde el Hijo" se refiere al envío del Espíritu en el tiempo, no a una procesión eterna y doble dentro de la propia Trinidad. De ahí que Máximo el Confesor defendiera el uso occidental del Filioque en un contexto distinto al del Credo Niceno-Constantinipolitano y "defendió el Filioque como una variación legítima de la fórmula oriental de que el Espíritu procede del Padre a través del Hijo" 

Con respecto al Espíritu Santo, se dice no que tiene existencia del Hijo o a través del Hijo, sino que procede del Padre y tiene la misma naturaleza que el Hijo, es de hecho el Espíritu del Hijo por ser Uno en Esencia con Él.

Hierotheos Vlachos, metropolitano de Nafpaktos, escribió que, según la tradición ortodoxa, Gregorio de Nisa compuso la sección sobre el Espíritu Santo en el Credo Niceno-Constantinopolitano del Concilio de Constantinopla I de 381. Siecienski dudaba de que Gregorio de Nisa "hubiera aceptado el filioque tal y como se entendió posteriormente en Occidente, aunque da testimonio de la importante verdad (a menudo ignorada en Oriente) de que existe una relación eterna, y no simplemente económica, del Espíritu con el Hijo".

## Teología ortodoxa oriental
En la ortodoxia oriental, la teología comienza con la hipóstasis del Padre, no con la esencia de Dios, ya que el Padre es el Dios del Antiguo Testamento. El Padre es el origen de todas las cosas y esto es la base y el punto de partida de la enseñanza trinitaria ortodoxa de un Dios en el Padre, un Dios, de la esencia del Padre (ya que lo increado viene del Padre ya que esto es lo que el Padre es). En la teología ortodoxa oriental, la increación o el ser o la esencia de Dios en griego se llama  ousia. Jesucristo es el Hijo (Dios Hombre) del Padre increado (Dios). El Espíritu Santo es el Espíritu del Padre increado (Dios).
Dios tiene existencias (hipóstasis) de ser; este concepto se traduce como la palabra "persona" en Occidente. Cada hipóstasis de Dios es una existencia específica y única de Dios. Cada una de ellas tiene la misma esencia (procedentes del origen, sin origen, Padre (Dios) son increadas). Cada cualidad específica que constituye una hipóstasis de Dios, es no reduccionista y no compartida.
Es esta inmanencia de la Trinidad la que se definió en el Credo Niceno finalizado. La economía de Dios, como Dios se expresa en la realidad (sus energías) no fue lo que el Credo abordó directamente. Ni las especificidades de las interrelaciones de Dios de sus existencias, tampoco es lo que se define dentro del Credo Niceno. El intento de utilizar el Credo para explicar las energías de Dios reduciendo las existencias de Dios a meras energías (actualidades, actividades, potenciales) podría percibirse como la herejía del semimodalismo. Los teólogos ortodoxos orientales se han quejado de este problema en la enseñanza dogmática católica romana de actus purus.

### Declaración de Teodoreto contra Cirilo
Teodoreto, obispo de  Cirro en la provincia romana de Euphratensis, se negó a respaldar la deposición en 431 de Nestorio, arzobispo de Constantinopla, por el Concilio de Éfeso. Teodoreto acusó a Cirilo de Alejandría de enseñar erróneamente que el Hijo tiene un papel en el origen del Espíritu Santo. De hecho, existen varias declaraciones de Cirilo en las que declara fugazmente que el Espíritu Santo sale del Padre y del Hijo (con declaraciones similares de que el Espíritu sale del Padre a través del Hijo) en una relación intratrinitaria.: 105 : 101  Antony Maas escribió que lo que Theodoret negaba no era la procesión eterna del Espíritu Santo desde el Padre y el Hijo, sino sólo la afirmación de que el Espíritu Santo fue creado por o a través del Hijo. La posición de Focio de que el Espíritu Santo procede del Padre solo ha sido descrita como una reafirmación de la de Teodoreto. A pesar del ataque de Teodoreto por decir que el Espíritu tiene su existencia o bien del Hijo o bien a través del Hijo, Cirilo siguió utilizando tales fórmulas.: 119 
Bajo la persistente insistencia de los Padres del Concilio de Calcedonia (451), Teodoreto finalmente pronunció un anatema sobre Nestorio.  Murió en el año 457. Casi exactamente cien años después, el Quinto Concilio Ecuménico (553) declaró anatema a todo aquel que defendiera los escritos de Teodoreto contra San Cirilo y sus Doce Anatemas, el noveno de los cuales Teodoreto había atacado por lo que decía de la procesión del Espíritu Santo. Teodoreto es un santo en la ortodoxia, pero se le llama el excomulgado en la ortodoxia occidental y en la Iglesia romana. Cirilo habló del asunto del que le acusaba Teodoreto como un malentendido. El mismo Cirilo enseñó que la enseñanza latina de la procesión del Espíritu Santo desde el Padre y el Hijo parece confundir las tres hipóstasis de Dios con los atributos comunes de cada hipóstasis, y con la manifestación energética de Dios en el mundo. Farrell escribió que la controversia entre Cirilo y Teodoreto "no debe descartarse con demasiada ligereza"."

### Juan Damasceno
Antes de Focio, san Juan Damasceno escribió explícitamente sobre la relación del Espíritu Santo con el Padre y el Hijo.

 Del Espíritu Santo, ambos decimos que es del Padre, y lo llamamos Espíritu del Padre; mientras que nosotros no decimos que es del Hijo, sino que sólo lo llamamos Espíritu del Hijo. (Teol., lib. l.c. 11, v. 4.)

La posición de Juan Damasceno afirmaba que la procesión del Espíritu Santo proviene únicamente del Padre, pero a través del Hijo como mediador, diferenciándose así de Focio. Juan de Damasco junto con Focio, nunca avalaron el Filioque en el Credo.

### Fotius y la Monarquía del Padre
Focio insistió en la expresión "del Padre" y excluyó "a través del Hijo" (Cristo como co-causa del Espíritu Santo y no como causa primaria) con respecto a la procesión eterna del Espíritu Santo: "a través del Hijo" se aplicaba sólo a la misión temporal del Espíritu Santo (el envío en el tiempo). Photius aborda en toda su obra sobre el Filioque la Mistagogía del Espíritu Santo. Que cualquier añadido al Credo sería complicar y confundir una definición ya muy clara y sencilla de la ontología del Espíritu Santo que ya dieron los Concilios Ecuménicos.
La posición de Focio ha sido calificada como una reafirmación de la doctrina ortodoxa de la Monarquía del Padre. La posición de Focio de que el Espíritu Santo procede del Padre solo también ha sido descrita como una reafirmación de los Capadocios Escuela de Antioquía (a diferencia del alejandrino) enseñanza de la "monarquía del Padre".
De la enseñanza de los ortodoxos ("sólo del Padre"), Vladimir Lossky dice que, aunque "verbalmente puede parecer novedosa", expresa en su tenor doctrinal la enseñanza tradicional que se considera ortodoxa. La frase "del Padre solo surge del hecho de que el propio Credo sólo tiene "del Padre". De modo que la palabra "solo", que ni Focio ni los ortodoxos sugieren que se añada al Credo, ha sido llamada una "glosa sobre el Credo", una aclaración, una explicación o interpretación de su significado.
Tanto Focio como los ortodoxos, nunca han visto la necesidad, ni han sugerido nunca que se añada la palabra "solo" al propio Credo. Con esto, la Iglesia ortodoxa generalmente considera que la frase añadida Filioque "del Padre y del Hijo" es herética, y, en consecuencia, la procesión "desde el Padresolo se ha referido como "un dogma principal de la Iglesia griega". Avery Dulles no va tan lejos y sólo afirma que la procesión del Espíritu desde el Padre solo era la fórmula preferida por Focio y sus estrictos discípulos.
Los teólogos ortodoxos sostienen que con la expresión "sólo del Padre", y la oposición de Fotius al Filioque, Fotius estaba confirmando lo que es ortodoxo y consistente con la tradición de la iglesia. Ellos extraen la enseñanza del Padre como causa única (su interpretación de la Monarquía del Padre) de tales expresiones de varios santos y textos bíblicos. Como la de San Ireneo, cuando llamó al Verbo y al Espíritu "las dos manos de Dios".{efn|Sin embargo, la tradición oriental en general, porque subraya la enseñanza bíblica y prenicena de la Monarquía del Padre, prefiere la pirámide de San Ireneo. Ireneo la visión piramidal de la Palabra y el Espíritu como "las dos manos de Dios". Interpretan la frase "monarquía del Padre" de forma diferente a los que la ven como algo que no está en conflicto con una procesión del Espíritu Santo desde el Padre a través o desde el Hijo. Como el Padre ha dado al Hijo todo lo que pertenece al Padre, excepto el ser Padre (véanse los ejemplos dados más arriba de los que de este modo sostienen la monarquía del Padre).
Al insistir en el Filioque, los representantes ortodoxos dicen que Occidente parece negar la monarquía del Padre y al Padre como origen principal de la Trinidad. Lo que sería en efecto la herejía del Modalismo (que afirma que la esencia de Dios y no el Padre es el origen de, el Padre, el Hijo y el Espíritu Santo). La idea de que Fotius haya inventado que el Padre es la única fuente de causa de la Santísima Trinidad es atribuirle algo que es anterior a la existencia de Fotius, es decir, Atanasio, Gregorio Nacianceno, Juan Crisóstomo, Teodoro de Mopsuestia, Teodoreto de Ciro y Juan de Damasco.  "Focio nunca exploró el significado más profundo detrás de la fórmula 'a través del Hijo' (διὰ τοῦ Υἱοῦ), o la necesaria relación eterna entre el Hijo y el Espíritu, aunque era una enseñanza tradicional de los anteriores padres griegos", según Siecienski.[cita requerida]
Fotius reconoció que el Espíritu puede decirse que procede temporalmente a través del Hijo o del Hijo. Focio afirmó que no eran las relaciones trinitarias eternas lo que realmente se definía en el Credo. El Credo de Nicea en griego, habla de la procesión del Espíritu Santo "desde el Padre", no "desde el Padre solo", ni "Desde el Padre y el Hijo", ni "Desde el Padre a través del Hijo".
Focio enseñó esto a la luz de las enseñanzas de santos como Ireneo cuya Monarquía del Padre está en contraste con el subordinacionismo, ya que los ortodoxos condenaron oficialmente el subordinacionismo en el 2º concilio de Constantinopla. Que la Monarquía del Padre que está en el Credo Niceno, Focio (y los ortodoxos) la avalan como doctrina oficial. Esto parecería ser una expresión de lo que Ware llama la posición rigorista dentro de la Iglesia Ortodoxa. Así como Juan de Damasco que enseñaba que el Espíritu Santo procede del ser de Dios (al igual que Zizilious). Que es el Padre expresado en el concepto de la "monarquía del Padre" a través de NRSV ("El Padre es mayor que yo").

## La visión ortodoxa de la teología católica romana
Los teólogos ortodoxos orientales, por ejemplo Pomazansky, dicen que el Credo Niceno como  Símbolo de la Fe, como dogma, es para abordar y definir la teología de la iglesia específicamente la comprensión trinitaria ortodoxa de Dios. En las hipóstasis de Dios como se expresa correctamente contra las enseñanzas consideradas fuera de la iglesia. La hipóstasis del Padre del Credo Niceno es el origen de todo. Los teólogos ortodoxos han afirmado que los pasajes del Nuevo Testamento, a menudo citados por los latinos, hablan de la economía y no de la ontología del Espíritu Santo, y que para resolver este conflicto los teólogos occidentales hicieron más cambios doctrinales, incluyendo la declaración de que todas las personas de la Trinidad se originan en la esencia de Dios que es la herejía del sabelianismo. Los teólogos ortodoxos ven esto como una enseñanza de la especulación filosófica y no de la experiencia real de Dios vía theoria.
El Padre es la realidad eterna, infinita e increada, que el Cristo y el Espíritu Santo son también eternos, infinitos e increados, en cuanto que su origen no está en la  ousia de Dios, sino que su origen está en la hipóstasis de Dios llamada Padre. La doble procesión del Espíritu Santo tiene cierta semejanza
A continuación se presentan algunas declaraciones dogmáticas católicas romanas sobre el Filioque que están en disputa con la ortodoxia oriental:
1. El Cuarto Concilio de Letrán (1215): "El Padre no procede de nadie, el Hijo sólo del Padre, y el Espíritu Santo igualmente de ambos"[70]
2. El  Segundo Concilio de Lyon, sesión 2 (1274): "Confesamos fiel y devotamente que el Espíritu Santo procede eternamente del Padre y del Hijo, no como de dos principios, sino como de uno solo, no por dos espiraciones, sino por una sola."[71]
3. El Concilio de Florencia, sesión 6 en Laetentur Caeli (1439), Bula para la Unión con los griegos: "Declaramos que cuando los santos Doctores y Padres dicen que el Espíritu Santo procede del Padre a través del Hijo, esto tiende a aquel entendimiento que significa que el Hijo, como el Padre, es también lo que los griegos llaman 'causa' y los latinos 'principio' de la subsistencia del Espíritu Santo. 
 Y puesto que el Padre mismo ha dado a su Hijo unigénito, al engendrarlo, todo lo que el Padre tiene, excepto ser el Padre, el Hijo mismo tiene eternamente del Padre, de quien es eternamente engendrado, precisamente esto: que el Espíritu Santo procede del Hijo".[5][72]
4. El Concilio de Florencia, sesión 8 en (1439), sobre : "El Espíritu Santo procede eternamente del Padre y del Hijo; tiene su naturaleza y subsistencia a la vez (simul) del Padre y del Hijo. Procede eternamente de ambos como de un solo principio y por una sola espiración. ... Y, puesto que el Padre ha dado por generación al Hijo unigénito todo lo que pertenece al Padre, excepto el ser Padre, el Hijo procede también eternamente del Padre, de quien ha nacido eternamente, que el Espíritu Santo procede del Hijo".[73]
5. El Concilio de Florencia, sesión 11 (1442), en Cantate Domino, sobre la unión con los coptos y etíopes: "Padre, Hijo y Espíritu Santo; uno en esencia, tres en personas; Padre no engendrado, Hijo engendrado del Padre, Espíritu Santo que procede del Padre y del Hijo;  sólo el Espíritu Santo procede a la vez del Padre y del Hijo. Todo lo que el Espíritu Santo es o tiene, lo tiene del Padre junto con el Hijo. Pero el Padre y el Hijo no son dos principios del Espíritu Santo, sino un solo principio, como el Padre y el Hijo y el Espíritu Santo no son tres principios de la creación, sino un solo principio".[74]
6. En particular la condena,[75] hecha en el Segundo Concilio de Lyon, sesión 2 (1274), de aquellos "que presumen de negar que el Espíritu Santo procede eternamente del Padre y del Hijo o que se atreven temerariamente a afirmar que el Espíritu Santo procede del Padre y del Hijo como de dos principios, y no de uno solo"[71]

A juicio de estos ortodoxos, la Iglesia católica romana está enseñando de hecho, como cuestión de dogma católico romano, que el Espíritu Santo deriva su origen y su ser (igualmente) tanto del Padre como del Hijo, haciendo del Filioque una doble procesión.  Siendo esto mismo lo que Máximo el Confesor afirmaba en su obra del siglo VII que sería erróneo y que Occidente no hacía.
Los ortodoxos perciben que Occidente enseña a través de más de un tipo de Filioque teológico un origen y causa diferente del Espíritu Santo. Que a través de la dogmática católica romana Filioque el Espíritu Santo está subordinado al Padre y al Hijo y no es una hipóstasis libre e independiente e igual al Padre, que recibe su increación del origen de todas las cosas, la hipóstasis del Padre. La Trinidad expresa la idea de mensaje, mensajero y revelador, o mente, palabra y significado. Los cristianos ortodoxos creen en un solo Dios Padre, cuya persona es incausada y no originada, que, por ser amor y comunión, existe siempre con su Palabra y su Espíritu.

### Tomo de Gregorio Palamas de 1351
En el Tomus de San Gregorio de Palamas (1351) sobre la cuestión del Filioque denota muy claramente las distinciones de las posiciones de las iglesias orientales y occidentales sobre la procesión del Espíritu Santo aquí San Gregorio no sólo estaba siguiendo la tradición oriental de lo que se abordó en el Credo de Nicea por los Padres griegos, sino que también aclara lo que las frases divergentes de los de Oriente que parecen apoyar el Filioque y lo que la distinción se hace realmente por los padres orientales que se oponen al uso de Filioque.
"El Gran Máximo, el santo Tarasio, e incluso el santo Juan [Damasceno] reconocen que el Espíritu Santo procede del Padre, de quien subsiste en cuanto a su hipóstasis y a la causa de su ser. Al mismo tiempo, reconocen que el Espíritu es dado, revelado y, manifiestamente, sale y es conocido a través del Hijo".

### Teólogos ortodoxos que no condenan elFilioque
No todos los teólogos ortodoxos comparten la opinión de Lossky, Stăniloae, Romanides y Pomazansky, que condenan el Filioque. Hay un punto de vista liberal dentro de la tradición ortodoxa que acepta más el Filioque. La Enciclopedia de Teología Cristiana menciona que Vasily Bolotov, Paul Evdokimov, I. Voronov y Bulgakov clasifican el Filioque como un Theologoumenon - una opinión teológica permisible. Dado que un theologoumenon es una opinión teológica sobre lo que se define fuera del dogma, en el caso de cualquier teólogo ortodoxo abierto al filioque como opinión, no está claro si aceptarían que el filioque se añadiera alguna vez en el Credo para toda la iglesia, o sólo algo exclusivo para la iglesia de Occidente basada en la lengua latina. Allchin informa de la propuesta oficial a la Iglesia Anglicana por parte de los miembros anglicanos de la Comisión Doctrinal Anglicano-Ortodoxa. Él mismo parece criticar las implicaciones del filioque. Véanse las páginas 95-96. aunque bienvenido, depende esencialmente de si el filioque es o no coherente al menos con la verdad dogmática promulgada oficialmente por los sínodos ecuménicos. Ni la fórmula del filioque ni las interpretaciones a favor o en contra de la misma pueden considerarse como teologoumena, como pretenden algunos, a menos que se pueda demostrar claramente que al menos no se oponen a la doctrina cristiana primitiva y al Credo Niceno. Los teologúmenos no pueden contradecir la verdad dogmática promulgada, pues de lo contrario, como observa Stăniloae, "sería imposible distinguir entre un teologúmeno y un error"  Para Vasili Bolotov, esto lo confirman otras fuentes,, aunque ellas mismas no adopten esa opinión.
Aunque Bolotov rechaza firmemente el Filioque en la procesión del Espíritu desde el Padre.
Bulgakov escribió, en El consolador, que:

la divergencia expresada por las dos tradiciones, Filioque y dia ton Huiou, no es una herejía ni siquiera un error dogmático. Es una diferencia de opiniones teológicas que se dogmatizó prematura y erróneamente. No existe ningún dogma sobre la relación del Espíritu Santo con el Hijo, y por lo tanto las opiniones particulares sobre este tema no son herejías, sino meras hipótesis dogmáticas, que han sido transformadas en herejías por el espíritu cismático que se ha establecido en la Iglesia y que explota con avidez todo tipo de diferencias litúrgicas e incluso culturales.

Como teólogo ortodoxo, Bulgakov reconoció que el dogma sólo puede ser establecido por un concilio ecuménico.
Boris Bobrinskoy considera que el Filioque tiene un contenido teológico positivo. Ware sugiere que el problema es de semántica más que de diferencias doctrinales básicas. San Teofilacto de Ohrid sostuvo igualmente que la diferencia era de naturaleza lingüística y no realmente teológica.